# Schäflibach
Der Schäflibach (im Oberlauf Chräbsbach und Stockacherbach) ist ein 6,3 Kilometer langer linker Zufluss der Limmat im Bezirk Dietikon des Schweizer Kantons Zürich. Er durchfliesst das Urdorfertal zwischen Reppischtal und Limmattal im Westen des Kantons und entwässert dabei ein rund 10 Quadratkilometer grosses Gebiet.
Ältere belegte Namen sind Rommerbach, Römerenbach, Römerbächlein und Scheffelbach. Auf älteren Karten wird der Oberlauf als Krebsbach und Stockächerbach bezeichnet.

## Geographie

### Verlauf

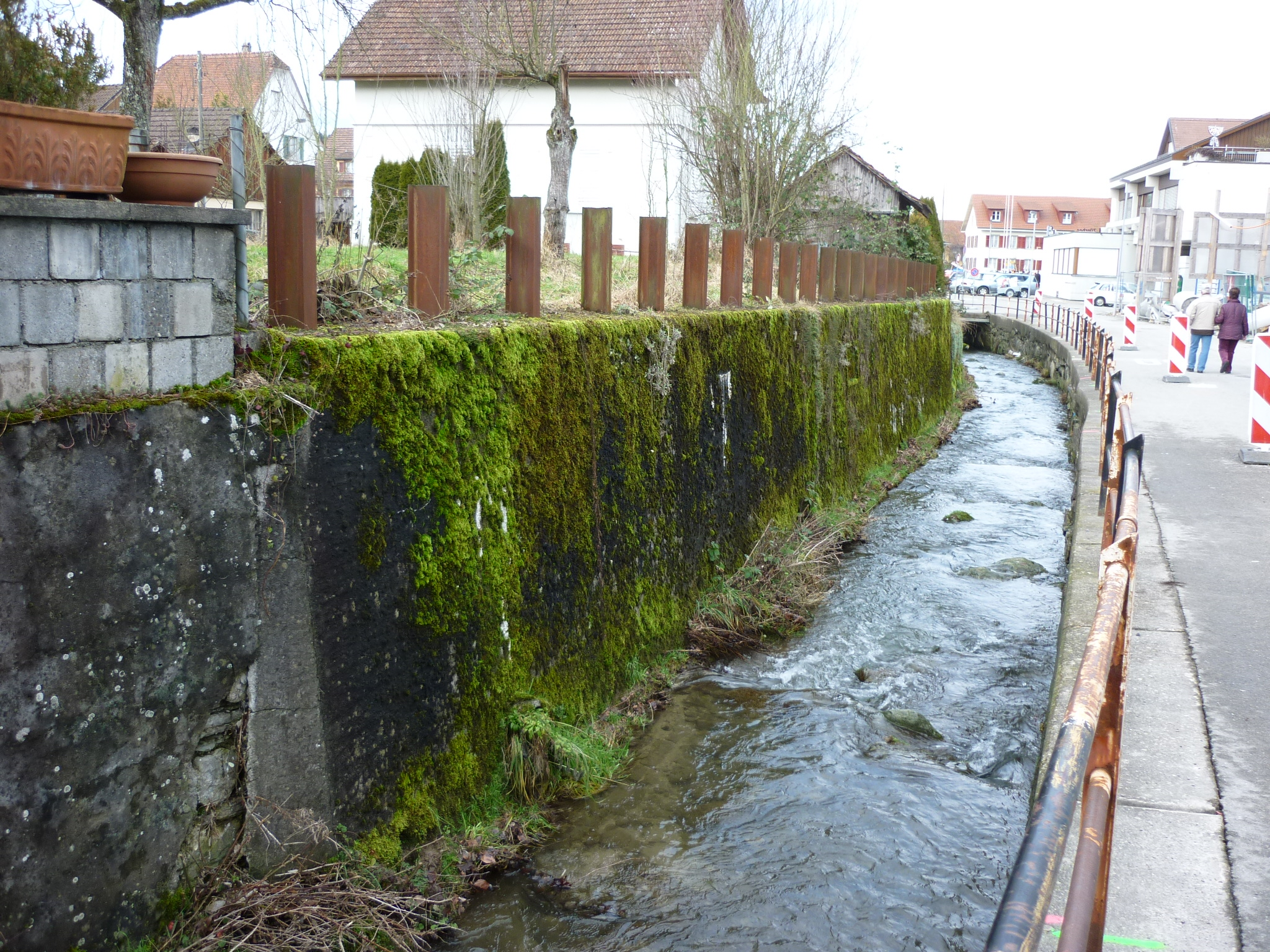
Schäflibach in Urdorf mit Tankmauer

Der Bach entspringt als Chräbsbach auf 543 m ü. M. knapp innerhalb des Waldgebiets Rameren und knapp ausserhalb des WSL-Geländes in der Gemeinde Uitikon. Er fliesst anfangs nach Nordwesten und nimmt nach rund 40 Metern den hier längeren Grossmattbach von rechts auf sowie nach weiteren 60 Metern den ebenfalls rechtsseitig einmündenden Sürenloobach.
Nach dessen Einmündung fliesst er nach Westnordwest und bildet dabei den nördlichen Waldrand des Ramerens. Er verläuft für nicht einmal 10 Meter in der Gemeinde Birmensdorf und unterquert wieder in Uitikon einen namenlosen Weg, nach dem er rechtsseitig von einem Feldweg begleitet wird. Er passiert einen kleinen Weiher, der innerhalb des Waldes liegt, und nimmt kurz darauf bei Chilenstud von rechts den von Uitikon herkommenden Dorfbach auf. Er wird von der Zürcherstrasse überbrückt, nach welcher er die Gemeindegrenze zwischen Uitikon und Birmensdorf markiert. Gleichzeitig bildet er nun ein kleines Tobel, das sich knapp innerhalb des Ramerens erstreckt, und fliesst in mehreren Bögen nach Westen. 
Bei Leerbreiti verlässt er das Waldgebiet an dessen nordwestlicher Grenze und verläuft wieder nach Nordwesten. Dabei wird er anfangs von einem schmalen, dichten Wäldchen begleitet, das  nach einem Bogen nach Südwesten und dem passieren eines Weihers in schmalen, aber dichten Baumbestand übergeht. Nach einem grösseren Bogen nach Norden folgt wieder ein schmales Wäldchen. In diesem wendet sich der Bach nach Westnordwesten und erreicht kurz darauf das Rückhaltebecken Iltismoos. Hier durchquert er einen kleinen Weiher, der von Wald eingeschlossen ist, und nimmt das Wasser des von rechts herkommenden Chalchtarenbach auf.
Der Chräbsbach unterquert den als Staudamm dienenden Bahndamm der Bahnstrecke Zürich–Zug und wird nun Stockacherbach genannt. Der Bach fliesst hier nach Nordnordwest weite, wobei er wieder von einem schmalen Wäldchen gesäumt wird und dabei am rechten Ufer bei Stockächer ein Familiengartenareal sowie die Tennisplätze des Tennisclubs Weihermatt passiert. Hier vollzieht er einen Bogen nach Westen und fliesst weiter nach Nordwesten. Dabei passiert er gleich darauf die rechtsseitig des Baches gelegene Kunsteisbahn Urdorf sowie das Freibad und den Sportplatz Weihermatt. Er erreicht die Wüestmatt, wo er von links mit dem Allmendbach seinen wichtigsten Zufluss aufnimmt.
Er wendet sich kurz gegen Norden und direkt wieder gegen Nordnordwesten und gelangt nach rund 80 Metern ins Siedlungsgebiet von Oberurdorf. Er unterquert einen Weg sowie die Bachstrasse, die dem Bach rechtsseitig folgt. Er unterquert die Mühlegasse, Ankerstrasse sowie erneut die Bachstrasse bei der Kreuzung mit der Kirchgasse. Die Strasse folgt dem Bach nun linksseitig und es mündet von links der auf seinem gesamten Lauf eingedolte Obermattbach, der von der Strasse Im Spitzler herkommt. Nach dessen Einmündung wird der Bachlauf Schäflibach genannt.
Der Schäflibach unterquert die Birmensdorferstrasse eingedolt und tritt nach rund 125 Metern auf der linken Seite der Strasse und gegenüber der Post wieder an die Oberfläche. Er folgt der Strasse nach Nordnordwesten und bildet dabei gleichzeitig die westliche Siedlungsgrenze von Urdorf. Am linken Ufer begleitet einen Feldweg den hier mit lockerem Baumbestand gesäumten Bachlauf. Es folgt ein weiteres Familiengartenareal am linken Ufer, bevor der Schäflibach Niederurdorf erreicht. Hier wird er zugleich für 60 Meter eingedolt, wobei er auch die Dorfstrasse unterquert. Nachdem der Bach wieder an die Oberfläche tritt, bildet er direkt die westliche Grenze des Industriegebiets Urdorf auf seinem nun nordwestlichen Kurs. Kurz darauf wendet er sich nach Norden und nimmt von links den vom Waldgebiet Honeret herkommenden Bachtobelgraben auf.
Der Bach wechselt erneut seine Laufrichtung nach Nordnordwest und unterquert die A3, unter der von rechts der eingedolte Bröggenbach (Chesslerbach) einmündet. Es folgt ein offener Abschnitt zwischen der Autobahn und der Autobahnausfahrt, ehe er diese auch unterquert. Nach einem weiter offenen Abschnitt folgt die Unterquerung der Bernstrasse, nach welcher der Schäflibach die Gemeindegrenze zwischen Urdorf und Dietikon bildet. Er fliesst begleitet von einem schmalen Wäldchen und leicht vertieft nach Nordwesten, ehe er sich bei den Familiengärten in der Vogelau nach Nordnordwesten wendet und nun ganz in Dietikon verläuft. Er unterquert die Vogelaustrasse und vollzieht einen kleinen Bogen nach Westen, nach dem von links der Vogelaubach einmündet. Danach fliesst er vorwiegend nach Norden und unterquert dabei Schöneggstrasse und die Zürcherstrasse sowie die Bahnstrecke Zürich–Baden, ehe er schliesslich auf 385 m ü. M. von links und Süden kommend in die Limmat mündet.
An dieser Stelle setzten vor der Zweiten Schlacht bei Zürich, am Morgen des 25. Septembers 1799, die ersten Boote General Massenas über die Limmat. Die 4,7 m lange Schäflibachbrücke, über die seit dem 9. August 1847 die Spanisch-Brötli-Bahn verkehrte, ist die älteste Eisenbahnbrücke der Schweiz.

### Einzugsgebiet
Das Einzugsgebiet des Schäflibachs misst 10,02 km², davon sind 39,1 % Landwirtschaftsfläche, 32 % bestockte Fläche, 28,6 % Siedlungsfläche, 0,2 % Wasserfläche sowie 0,1 % unproduktive Fläche.
Der höchste Punkt des Einzugsgebiets liegt auf 706 m ü. M. direkt unterhalb des Büels (707 m ü. M.) und oberhalb von Ringlikon, die durchschnittliche Höhe beträgt 503 m ü. M. Es erstreckt sich hauptsächlich über die Gemeinden Uitikon, Urdorf und Dietikon, einen kleineren Anteil besitzen die Gemeinden Birmensdorf, Schlieren sowie Zürich bei Chlibrand.
Im Süden und Westen liegt das Einzugsgebiet der Reppisch und im Osten das des Albisrieder Dorfbachs und des Mülibachs, die alle ebenfalls direkt in die Limmat entwässern.

### Zuflüsse
- Grossmattbach (rechts), 0,29 km
- Sürenloobach (rechts), 0,33 km
- Dorfbach (Uitikon) (rechts), 0,51 km
  - Trischlengraben (links), 0,49 km
- Aspächerbach/Chalchtarenbach (rechts), 1,06 km
- rechter Seitenarm (rechts), 0,35 km
- Taubenmoosgraben (rechts), 1,13 km
  - linker Seitenarm (links), 0,08 km
- Mörenbach (rechts), 1,42 km
  - rechter Seitenarm (rechts), 0,21 km
- Allmendbach (auch Vogelsangbächli) (links), 2,53 km
  - Cheibengraben/Tüchelroosgraben (links), 0,69 km
  - Wagenbach (rechts), 0,34 km
  - linker Seitenarm (links), ca. 0,9 km
- Obermattbach (links), 0,53 km
- Bachtobelgraben (links), 2,29 km 
  - Moosacherbach (links), 0,80 km
- Bröggenbach/Chesslerbach (rechts), 3,18 km
  - Bollbach (links), 0,14 km
- Vogelaubach (links), 0,47 km

## Umwelt
Der Schäflibach durchfliesst auf seinem Bachlauf zwei überkommunalen Naturschutzgebiete, nämlich die Trocken-, Feucht- und Waldstandorte Bahndamm Guet-Chlihäuli, Tislimatt, Iltismoos und den Ruderalstandort Boll-Stockmatt. Im Einzugsgebiet liegen weiterhin die Naturschutzgebiete Waldstandort Chleibersmättli, Lichter Waldrand Foren-Girhalden-Hegi, Ruderalstandort Mören-Hegi sowie Feuchtstandort Ristetmatt-Tisliboll. Ausserdem sind die Sandsteinaufschlüsse am Westhang des Buechhogers bei Rütenen oberhalb von Uitikon im Geologisch-geomorphologisches Inventar eingetragen.

### Flora
Der gesamte Abschnitt im Rameren liegt in Waldmeister-Buchenwald mit Lungenkraut und Wald-Ziest. Die schmalen Wäldchen entlang des Baches bei Leerbreiti und Chlihäuli werden von Seggen-Bacheschenwald mit Riesenschachtelhalm eingenommen. Bei Vogelau auf der Gemeindegrenze folgt dann nochmals auf einem kurzen Abschnitt Waldmeister-Buchenwald. Die an den Schäflibach angrenzenden Wälder sind grösstenteils in Privatbesitz und liegen im Forstkreis Limmattal-Süd.

### Fauna
An der Mündung in Dietikon sind zwei Neozoen nachgewiesen worden, und zwar die Neuseeländische Zwergdeckelschnecke und die Spitze Blasenschnecke. Diese Vorkommen werden jedoch als unproblematisch eingestuft.